# باربرا هانراهان
باربرا هانراهان (بالإنجليزية: Barbara Hanrahan)‏ (6 سبتمبر 1939، أديلايد في أستراليا - 1 ديسمبر 1991)؛ كاتِبة ومؤلِّفة، رسامة وروائية أسترالية. درست في جامعة جنوب أستراليا.